# فريدريك كونفيرز بيتش
فريدريك كونفيرز بيتش (بالإنجليزية: Frederick Converse Beach)‏ هو مخترِع وصحفي أمريكي، ولد في 27 مارس 1848 في نيويورك في الولايات المتحدة، وتوفي في 18 يونيو 1918 في Stratford, Connecticut ‏ في الولايات المتحدة.